# 제시 플레밍
제시 알렉산드라 플레밍(영어: Jessie Alexandra Fleming, 1998년 3월 11일~)은 캐나다의 여자 축구 선수로 포지션은 미드필더이다. 현재는 미국의 내셔널 위민스 사커 리그 포틀랜드 손스 FC에서 뛰고 있다.

## 경력 초반
플레밍은 온타리오주 런던에서 토론토 출신인 미셸 플레밍과 존 플레밍 부부의 딸로 태어났다. 그에게는 오빠 트리스턴과 여동생 엘리스가 있다. 플레밍은 성장하면서 축구, 아이스하키(소년 리그 포함), 육상, 크로스컨트리 달리기 종목에 출전했다. 플레밍은 3세 시절에 런던을 연고로 하는 노르웨스트 옵티미스트 사커 클럽에서 축구를 시작했고 2016년까지 그 곳에서 활동했다.
플레밍은 라이슨 공립학교에서 초등학교 교육을 마쳤는데 초등학교 시절 내내 크로스컨트 달리기리에서 무패 행진을 이어갔다. 플레밍은 런던 중앙 중등학교에서 9·10학년 과정을 마쳤고 그곳에서 온타리오주 학교 체육 협회 연맹(OFSAA)이 주최한 육상 선수권 대회, 크로스컨트리 선수권 대회에 출전했다. 플레밍은 2012년에 OFSAA 크로스컨트리 선수권 대회에서 소녀부 4,000m 경주에서 우승을 차지했다. 2013년에는 OFSAA 육상 선수권 대회에 참가하여 여자 1,500m와 여자 3,000m에서 모두 우승을 차지했다. 그는 여전히 여자 청소년 육상 부문 1,500m 기록을 보유하고 있다.
플레밍은 2014년에 OFSAA 육상 선수권 대회에 다시 참가하여 주니어 여자 3,000m에서 금메달을 획득했고 주니어 여자 1,500m에서 은메달을 획득했다. 플레밍은 H. B. 빌 중등학교로 전학을 가면서 11·12학년 과정을 마쳤고 2016년에 학교를 졸업하게 된다.

## 대학 경력
플레밍은 2014년에 캘리포니아 대학교 로스앤젤레스에 입학했고 2016년에 UCLA 브루인스에 합류했다. 플레밍은 2016년 8월 28일에 플로리다 게이터스와의 첫 경기를 출전하여 2골을 기록했으나 UCLA 브루인스는 플로리다 게이터스에 3-4 패배를 기록했다. 플레밍은 대학교 1학년 시절인 2016년에 초반 6경기에서 7골을 넣었다. 또한 19경기에 출전하여 16경기에서 선발 출전하면서 11골 5도움을 기록했고 팀 득점 선두에 오르면서 총점 27점을 기록했다. 플레밍은 2016년 NSCA 올아메리카 서드 팀에 선정된 2명의 신입생 가운데 한 사람이었다. 또한 톱 드로어 사커가 주관한 올해의 축구 신입생으로 선정되었고 NSAA 올퍼시픽 지역 퍼스트 팀, 올팩-12, 최우수 신인 선수로 선정되는 영예를 안았다.
플레밍은 대학교 2학년 시절에 6골 8도움을 기록하며 총점 20점을 기록했다. 또한 올아메리카 퍼스트 팀에 선정되었고 2년 연속으로 올웨스트 지역 퍼스트 팀과 올팩-12에 선정되는 영예를 안았다. 플레밍은 UCLA 브루인스의 칼리지컵 결승을 견인하는 한편 챔피언 결정전에서 골을  기록하면서 허먼 트로피 최종 후보로 선정되는 영예를 안았다. 플레밍은 2018년 혼다 스포츠 어워드에서 축구 4개 부문에 이름을 올리기도 했다.
플레밍은 캐나다 여자 축구 국가대표팀에서 활동하던 동안에 주니어 시즌에 절반 가까이 결장했지만 3년 연속으로 올팩-12 퍼스트 팀에 선정되는 영예를 안았고 5골 5도움, 총점 15점을 기록하며 올웨스트 지역 세컨드 팀에 선정되는 영예를 안았다.

## 클럽 경력
플레밍은 2020년 7월 22일에 잉글랜드 FA 여자 슈퍼 리그 우승 팀인 첼시와 3년 계약을 체결했다. 플레밍은 2020년 8월 29일에 열린 맨체스터 시티와의 2020년 여자 FA 커뮤니티 실드 경기에서 교체 출전하면서 데뷔했다. 플레밍은 2020년 12월 9일에 열린 벤피카와의 UEFA 여자 챔피언스리그 원정 경기에 처음 출전했는데 첼시는 벤피카에 5-0 승리를 기록했다. 플레밍은 7일 뒤에 열린 벤피카와의 홈 경기에서 처음으로 선발 출전하면서 첼시의 3-0 승리에 기여했다.
플레밍은 2021년 1월 27일에 열린 애스턴 빌라와의 리그 원정 경기에서 처음으로 선발 출전했고 첼시는 애스턴 빌라에 4-0 승리를 기록했다. 2021년 3월 14일에는 브리스틀 시티와의 2021년 FA 여자 리그컵 결승전 경기에서 풀 타임 출전을 기록하면서 첼시의 우승에 기여했다.

## 국가대표 경력

### 청소년 대표팀
플레밍은 자메이카에서 열린 2013년 CONCACAF 여자 U-17 선수권 대회에서 캐나다 여자 U-17 축구 국가대표팀의 주장을 맡으면서 캐나다의 준우승에 기여했다. 플레밍은 대회 기간 동안에 3골(조별 예선 2골, 준결승 1골)을 넣었고 캐나다의 5경기 가운데 2경기에 출전하여 경기 MVP에 선정되었다. 또한 대회 베스트 XI, 대회 MVP로 선정되는 영예를 안았다. 2013년 12월에는 캐나다 올해의 U-17 축구 선수 후보 6명 가운데 한 사람으로 선정되기도 했다.
플레밍은 코스타리카에서 열린 2014년 FIFA U-17 여자 월드컵에서 캐나다가 독일, 조선민주주의인민공화국, 가나가 속해 있어서 "죽음의 조"라고 부른 B조에서 탈출하는 데에 결정적인 역할을 했다. 캐나다의 조별 예선 3경기에 출전한 플레밍은 독일과의 경기에서 1골을 기록하면서 2-2 무승부를 만드는 데에 기여했다. 또한 베네수엘라와의 8강전에서 도움을 기록했으나 캐나다는 베네수엘라에 패배하면서 탈락하고 말았다.
플레밍은 캐나다에서 열린 2014년 FIFA U-20 여자 월드컵에서 캐나다의 8강전 진출에 기여했다. 대회 당시에 16세였던 그는 캐나다 선수 명단에서 2번째로 어린 선수였다. 플레밍은 가나, 핀란드와의 조별 예선 2경기에 출전하고 독일과의 8강전에서 90분 동안 출전했다. 2014년 12월에는 캐나다 U-17 올해의 축구 선수로 선정되는 영예를 안았다.
플레밍은 캐나다 토론토에서 열린 2015년 팬아메리칸 게임에도 참가했는데 캐나다 축구 협회는 해당 대회에서 23세 이하 선수들로 대표팀을 구성했다. 대회 매 경기마다 출전한 플레밍은 멕시코와의 동메달 결정전에서 후반전 43분에 페널티킥을 성공시켰으나 캐나다는 멕시코에 1-2 패배를 기록하면서 메달 획득이 좌절되었다. 그러나 플레밍은 2015년 12월에 캐나다 U-20 올해의 축구 선수로 선정되었다.

### 성인 대표팀
플레밍은 2013년 12월 15일에 열린 브라질 브라질리아에서 열린 칠레와의 경기에서 후반전에 교체 투입되면서 15세의 나이에 성인 대표팀에 데뷔했는데 캐나다는 칠레에 0-1 패배를 기록했다. 플레밍은 캐나다 여자 축구 국가대표팀에서 2번째로 어린 선수가 되었다. 플레밍은 2015년 3월 4일에 열린 스코틀랜드와의 키프로스컵 경기에서 자신의 국가대표팀 첫 골을 기록하면서 캐나다의 2-0 승리에 기여했다.
플레밍은 캐나다에서 열린 2015년 FIFA 여자 월드컵에 참가한 캐나다 여자 축구 국가대표팀 명단에 이름을 올렸다. 캐나다는 이 대회에서 8강전에 진출하는 성과를 기록했다. 플레밍은 2016년 리우데자네이루 하계 올림픽에 참가했는데 캐나다는 개최국인 브라질과의 동메달 결정전에서 2-1 승리를 기록하면서 동메달을 획득했다. 특히 크리스틴 싱클레어가 기록한 결승골에서 도움을 기록했다.
플레밍은 2018년 3월 7일에 열린 대한민국과의 알가르브컵 경기에서 자신의 국가대표팀 50경기 출전 기록을 세웠다. 또한 자신의 국가대표팀 5번째 골을 기록하면서 캐나다의 3-0 승리에 기여했다. 플레밍은 프랑스에서 열린 2019년 FIFA 여자 월드컵에 참가한 캐나다 여자 축구 국가대표팀 명단에 이름을 올렸다. 캐나다는 이 대회에서 16강전에 진출하는 성과를 기록했다.
플레밍은 2020년 도쿄 하계 올림픽에 참가했다. 2021년 8월 2일에 열린 미국과의 준결승전 경기에서는 페널티킥으로 유일한 골을 기록하면서 캐나다의 1-0 승리에 기여했는데 캐나다는 사상 처음으로 올림픽 여자 축구 결승전에 진출하게 된다. 플레밍은 스웨덴과의 결승전 경기에서도 페널티킥을 성공시켰다. 또한 연장전까지 1-1 동점으로 끝난 다음에 돌입한 승부차기에서 캐나다의 1번째 승부차기를 성공시키면서 캐나다의 사상 첫 올림픽 여자 축구 금메달을 안겨주었다.

## 수상

### 클럽
첼시
- FA 여자 슈퍼 리그 1회 우승 (2020-21)
- FA 여자 리그컵 1회 우승 (2020-21)
- 여자 FA 커뮤니티 실드 1회 우승 (2020)

### 국가대표
- 2015년 중국 4개국 친선 여자 축구 대회 우승
- 2016년 리우데자네이루 하계 올림픽 여자 축구 동메달
- 2018년 알가르브컵 우승
- 2020년 도쿄 하계 올림픽 여자 축구 금메달

### 개인
대학
- 허먼 트로피 파이널리스트 2회 선정 (2017년, 2019년)[40]
- 올아메리카 퍼스트 팀 2회 선정 (2017년, 2019년)[40]
- 올아메리카 서드 팀 1회 선정 (2016년)[40]

국가대표
- 2013년 CONCACAF 여자 U-17 선수권 대회 골든볼 선정
- 2013년 CONCACAF 여자 U-17 선수권 대회 베스트 XI 선정
- 캐나다 올해의 U-17 축구 선수 1회 선정 (2014년)
- 캐나다 올해의 U-20 축구 선수 3회 선정 (2015년, 2016년, 2017년)
- 2017년 CONCACAF 베스트 XI 선정[41]
- 2018년 CONCACAF 여자 축구 선수권 대회 베스트 XI 선정[42]